# Теофил Созоагатополски
Теофил (на гръцки: Θεόφιλος, Теофилос) е гръцки духовник, митрополит на Вселенската патриаршия.

## Биография
Теофил служи като архидякон на Халкидонската митрополия.
На 28 юни 1854 година е ръкоположен за стагийски епископ в Каламбака, подчинен на лариския митрополит.
На 12 май 1869 година, след смъртта на Александър Ласкарис, е избран за сисанийски митрополит. В Сятища Теофил се държи неподобаващо на архиерейското достойнство, намразен е от местното население и през септември 1871 година Патриаршията го отзовава в Цариград. През декември 1871 година подава оставка.
На 6 септември 1872 година е избран за созоагатополски митрополит. През февруари 1881 година подава оставка.
Умира във Фенер в Цариград 31 юли 1882 година.